# Stefan von Weberstedt
Stefan von Weberstedt (även skrivet Steffan van Weberstedt) fick 1519 Borgholms slott och län (Öland) som förläning av Kristian II efter att han erövrat slottet från svenskarna.